# Otto Wachs
Otto Wachs   (Jork, 23 de juliol de 1909 - Hamburg, 30 de desembre de 1998) va ser un regatista alemany que va competir durant la dècada de 1930.
El 1936 va prendre part en els Jocs Olímpics de Berlín, on va guanyar la medalla de bronze en la competició de 8 metres del programa de vela, a bord del Germania III.
Posteriorment fou banquer i president de la companyia naviliera Hamburg America Line.